# Нервизм
Нервизм — идея о главенствующем значении нервной системы живого организма (животного и человека) в регуляции его физиологических функций и процессов. Теорию нервизма развивали К. Бернар, И. М. Сеченов, С. П. Боткин, а практически её исследовал И. П. Павлов, который ввёл в научный оборот в 1883 году понятие «нервизм» и развил его в учении о высшей нервной деятельности.
Концепцию нервизма разработывали в Советском Союзе Н. Е. Введенский, А. А. Ухтомский, Л. А. Орбели, что в значительной мере повлияло на развитие физиологии в СССР.
Однако переоценка нервизма привела к недооценке рядом физиологов роли других регулирующих систем живого организма, что было впоследствии скорректировано и в настоящее время считается, что физиологические функции и процессы регулируются за счет взаимодействия нервной системы и гуморально-гормональных факторов.

## История
Основателем принципа нервизма считается древнегреческий учёный Алкмеон (VI—V века до н. э.), который первым связал поведение человека с работой его нервной системы и мозга при описании строения тела и его функций. Обнаружив проводники, идущие к органам чувств, учёный пришел к заключению, что переживания, ощущения и восприятие свойственны как человеку, так и животным, так как у последних такие проводники также имеются. На идеи Алкмеона и его учение о четырёх типах темперамента опиралась в дальнейшем медицина Гиппократа. Принцип нервизма стал основой для понимания, что душа человека сосредоточена в его мозге. Принцип подобия в объяснении механизма ощущений и восприятий использовали Эмпедокл и атомисты.
В новое время Рене Декарт исследовал свою идею о рефлекторном принципе деятельности нервной системы.
Фридрих Гофман выдвинул гипотезу о том, что нервы влияют на «все перемены в здоровом и больном состоянии». Эту концепцию развивал Уильям Куллен.
Русский учёный Ефрем Осипович Мухин утверждал, что «всё человеческое тело вообще можно, отвлекаясь, рассматривать как построенное из нервов, ибо остальные части тела, видимо, существуют вследствие нервов как управляющих их способностями».
Фундаментальные исследования нервизма предприняли в России Иван Михайлович Сеченов и Сергей Петрович Боткин, которые рассматривали организм как целостную систему, регулируемую нервной системой. При её расстройствах возникает целый ряд заболеваний, которые эти ученые описали (клинический нервизм).
Труды И. М. Сеченова вдохновили И. П. Павлова, обосновавшего представление о трофическом влиянии нервной системы на органы и ткани, сформулировал положения рефлекторной теории, доказал роль нервной системы в регуляции секреции желез желудочно-кишечного тракта, открыл условные рефлексы и с их помощью разработал основы учения о высшей нервной деятельности.
Концепцию нервизма в России и за рубежом изучал советский историк медицины Феодосий Романович Бородулин, установивший периодизацию её развития и считавший ее отражением медицинских и естественнонаучных взглядов, опиравшихся на широкую философскую базу. Он связывал нервизм с профилактическим здравоохранением, основанным на раннем выявлении физиологических отклонений и их лечении до того, как они перерастут в болезнь.

## Современные исследования
Учение о нервизме в наше время нашло отражение в различных прикладных исследованиях. Так, в Казанском медицинском институте велись обширные исследования по иннервации сердца и вегетативной нервной системе, которыми занимались ученики К. А. Арнштейна Н. Лавдовский, профессора А. Е. Смирнов и А. С. Догель, ученики А. Н. Миславского Б. И. Лаврентьев и Н. Г. Колосов вместе со своими сотрудниками Ю. М. Лазовским, А. Я. Хабаровой и В. Н. Швалёвым.